# Herencia universal
La herencia universal o herencia básica es una propuesta para que toda la ciudadanía, al cumplir una determinada edad, reciba una dotación económica por parte del Estado.
La herencia es uno de los elementos jurídicos y económicos que más contribuye a perpetuar la desigualdad. Así, desde corrientes económicas heterodoxas se ha criticado la herencia tanto desde un punto de vista histórico, debido a que la propiedad y la desigualdad en su distribución no podrían entenderse sin la acumulación originaria del capital; como desde un punto de vista ético y de justicia, en tanto que ningún ser humano tendría derecho a una mayor propiedad sobre la riqueza de la Tierra por el hecho de nacer en una u otra familia.
De esta manera, la herencia universal se ha propuesto como una forma de compensar la desigualdad de distribución de la riqueza, que sería financiada a través de impuestos progresivos.
La primera propuesta sobre herencia universal la hizo Thomas Paine en 1795, aunque desde entonces se han propuesto medidas similares en diferentes países y momentos históricos.
Entre las críticas a esta medida se encuentra el hecho de que se plantee como una herencia para todos los ciudadanos, sin tener en cuenta su nivel económico. Además, podría conllevar una reducción en el esfuerzo de los jóvenes por formarse y contribuir con su trabajo al bienestar de toda la sociedad.